# Salix caroliniana
Salix caroliniana är en videväxtart som beskrevs av André Michaux. Salix caroliniana ingår i släktet viden, och familjen videväxter. Inga underarter finns listade i Catalogue of Life.

## Bildgalleri

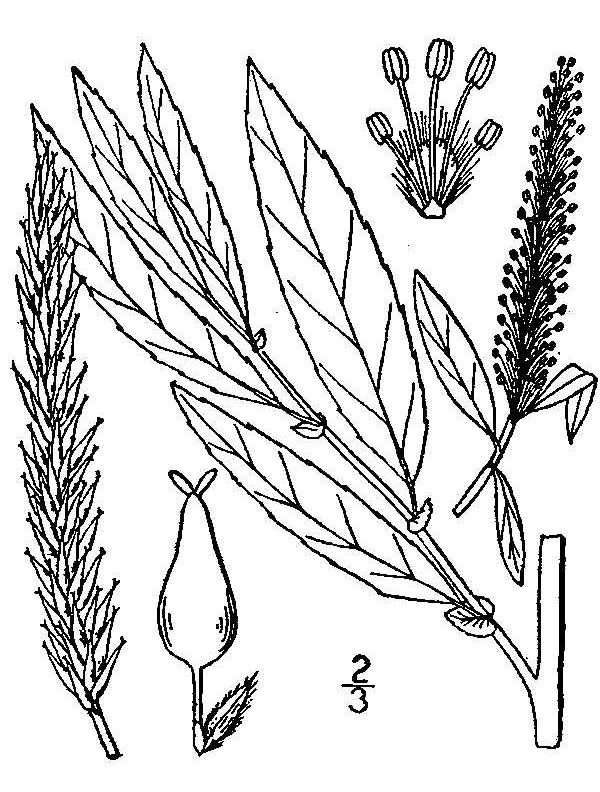
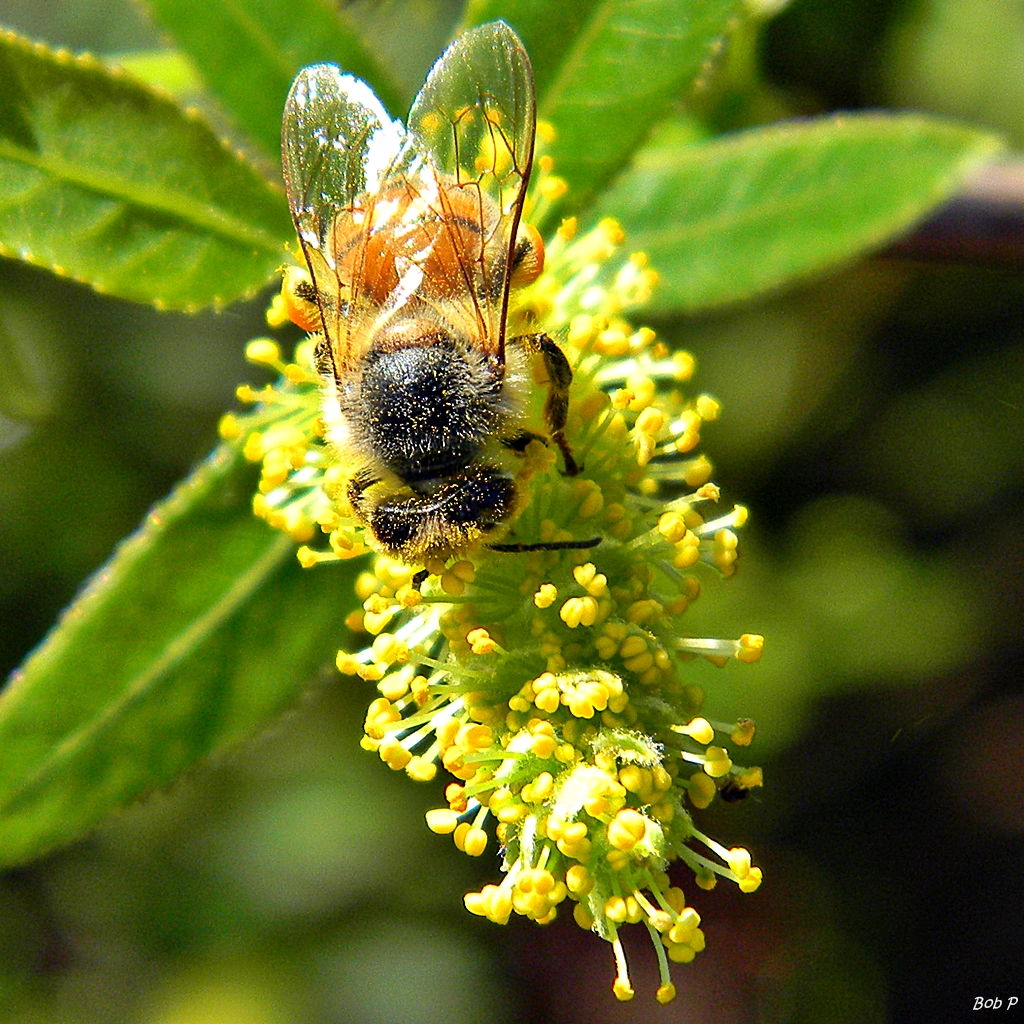